# فرودگاه آراکسا
فرودگاه آراکسا (به انگلیسی: Araxá Airport) (به زبان بومی: Aeroporto Romeu Zema) یک فرودگاه همگانی مسافربری با کد یاتا AAX است که یک باند فرود آسفالت دارد و طول باند آن ۱۹۰۰ متر است. این فرودگاه در  کشور برزیل قرار دارد و در ارتفاع ۹۹۹ متری از سطح دریا واقع شده‌است.

## شرکت‌های هواپیمایی و مقصدهای پروازی
| شرکت‌های هواپیمایی     | مقصدهای پروازی |
| --------------------- | -------------- |
| آزول برزیلین ایرلاینز | تانکردو نوس    |